# Zisterzienserabtei Bornem

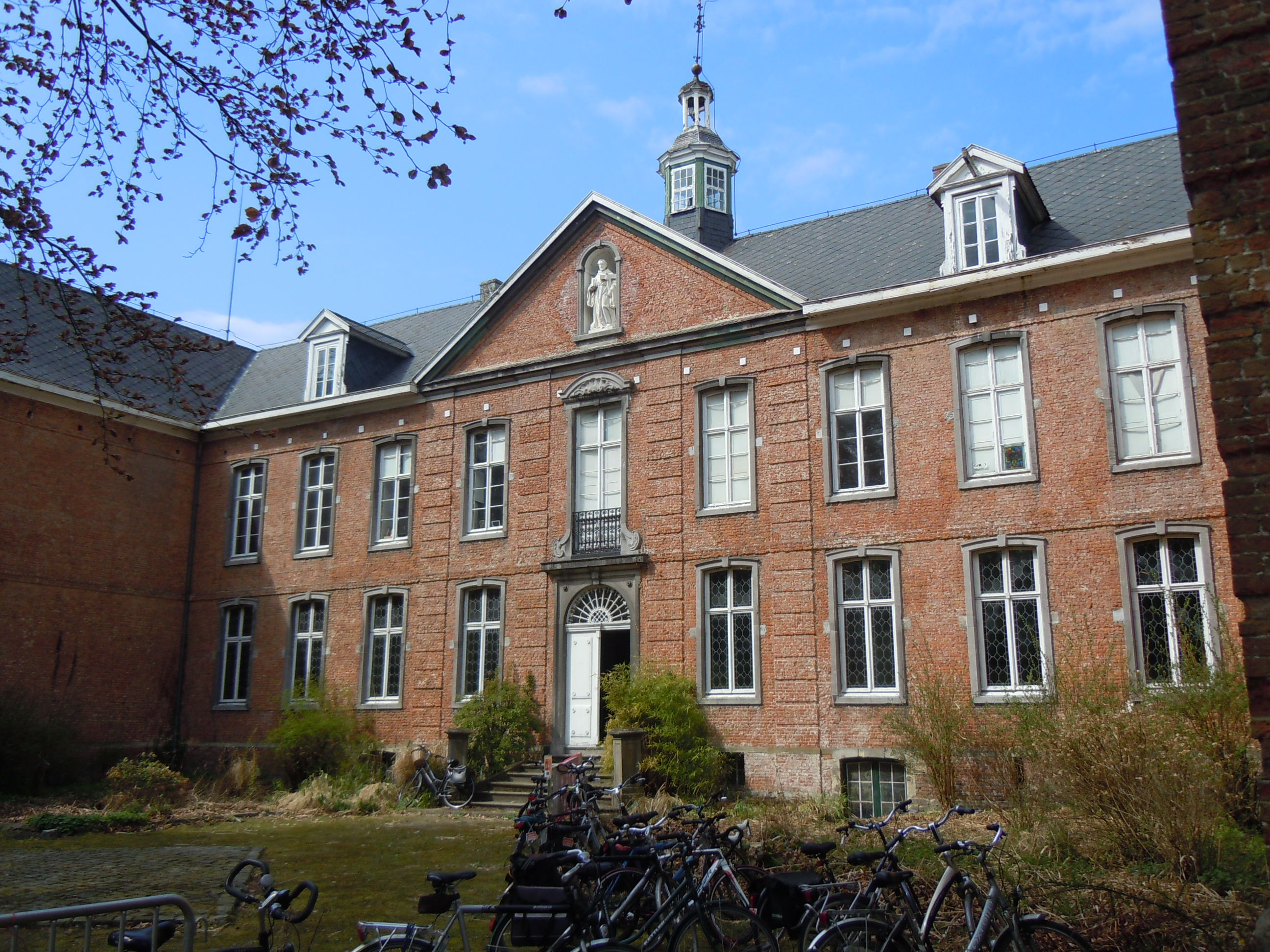
Konventsgebäude der Abtei, vor 2014

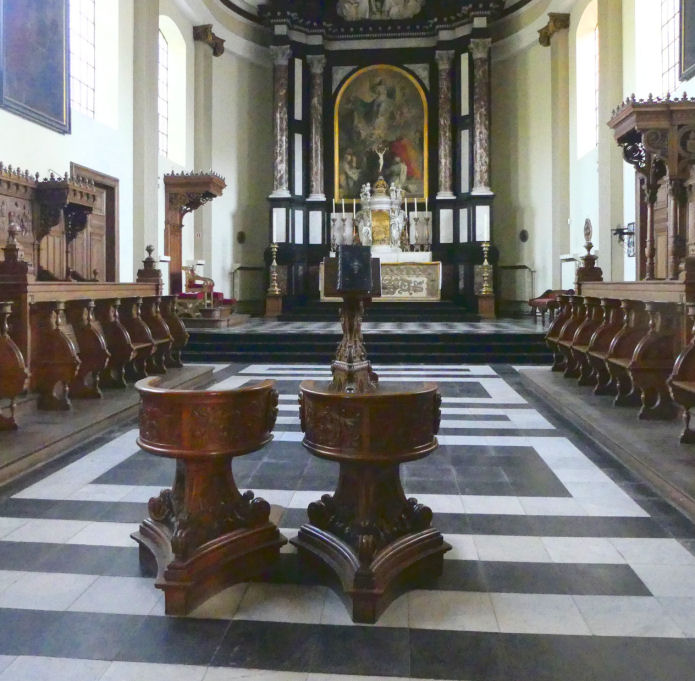
Chor der Abteikirche (2023)

Die Zisterzienserabtei Bornem (lateinisch Abbatia B.M.V. Loci Sancti Bernardi; flämisch: Cisterciënser-Abdij Sint-Bernardus) ist seit 1832 ein Kloster der Zisterzienser in Bornem, Provinz Antwerpen, Bistum Antwerpen in Belgien.

## Geschichte
Das Kloster Bornem, Stiftung des Pedro Coloma von Bornem (1586–1621), wurde 1603 vom Orden vom Heiligen Kreuz gegründet, ging 1658 an die Dominikaner über und wurde 1797 von der Französischen Revolution beschlagnahmt.
1833 zogen die überlebenden Mönche des ebenfalls aufgelösten Klosters Hemiksem, da der Neubeginn am alten Ort nicht tragfähig war, in das leerstehende, 20 Kilometer entfernte Kloster Bornem, dessen Gebäude sie zunächst von der Familie Storms pachteten. 1835 übertrug Franciscus Corselis, der Generalvikar des Bistums Brügge, als bevollmächtigter Apostolischer Visitator der Klöster in Belgien, den Namen und die Rechte der einstigen Sint-Bernardusabdij in Hemiksem auf die Neugründung in Bornem. 1836 kauften die Mönche das Anwesen.
1840 bauten die Mönche eine neoklassizistische Kirche, die seit 1956 auch Pfarrkirche ist.
1844 kam es durch Mönche aus Bornem zur Wiederbesiedelung von Kloster Val-Dieu.

## Obere, Prioren und Äbte
1. Robertus van Ommeren (1835–1895, 60 Jahre!, 1856 erster Abt)
2. Amadeus de Bie (1895–1900, dann Generalabt bis 1920)
3. Thomas Schoen (1901–1934)
4. Godefridus Indewey (1935–1940)
5. Eugenius Dirckx (1941–1955)
6. Robertus Peeters (1955–1965)
7. Gerardus Wassenberg (1975–1987)
8. Edmundus Van Dam (1987–1993)
9. Leo Van Schaverbeeck (seit 1993)

Leo Van Schaverbeeck ist gegenwärtig der letzte belgische Zisterzienserabt.